# Tudor Arghezi (métro de Bucarest)
Pour les articles homonymes, voir Tudor Arghezi.
Tudor Arghezi est une station de métro à Bucarest, en Roumanie. Terminus sud de la ligne M2 du métro de Bucarest en remplacement de Berceni, elle a ouvert le 15 novembre 2023.